# Dai Sentai Goggle V
Dai Sentai Goggle V (大戦隊ゴーグルファイブ, Dai Sentai Gōguru Faibu, vertaald als Great Squadron Goggle V) is de zesde Sentai-serie geproduceerd door Toei. De serie werd van februari 1982 tot januari 1983 uitgezonden en bestond uit 50 afleveringen.

## Verhaallijn
Al sinds de ontdekking van het metaal ijzer in het oude Turkije hebben de zogenoemde “Duistere Wetenschappers (Dark Scientists) geprobeerd de wereld in duisternis te hullen. In 1982 hebben alle aanwezige Duistere Wetenschappers zich verenigd onder leiding van Fuehrer Taboo tot de organisatie Deathdark. Vanuit hun kasteel Wolfborg in Duitsland beginnen ze hun aanval op de Aarde.
Dr.Hongou, de oprichter van het Future Science Laboratory (FSL), wordt gered door Akama Ken’ichi wanneer hij door Deathdark wordt aangevallen. Hij rekruteert vijf mensen waaronder Akama om het speciale vechtteam Goggle 5 te vormen, de enigen die Deathdark kunnen stoppen. De kracht van de Goggle 5 komt voort uit de juwelen van vijf oude beschavingen.

## Karakters

### Goggle 5
- Ken'ichi Akama (赤間健一, Akama Ken'ichi) / Goggle Red (ゴーグルレッド, Gōguru Reddo): een ontdekker en bergbeklimmer. Nadat hij Dr. Hongou redt van een van Deathdarks monsters sluit hij zich aan bij de Goggle 5. Zijn juweel is een robijn en symboliseert Atlantis
- Saburou Aoyama (青山三郎, Aoyama Saburō) / Goggle Blue (ゴーグルブルー, Gōguru Burū): een ijshockey speler en uitvinder. Zijn juweel is een saffier en symboliseert Egypte
- Futoshi Kijima (黄島太, Kijima Futoshi) / Goggle Yellow (ゴーグルイエロー, Gōguru Ierō): een dierentuin medewerker. Zijn juweel is een opaals en symboliseert het mythische continent Mu.
- Kanpei Kuroda (黒田官平, Kuroda Kanpei) / Goggle Black (ゴーグルブラック, Gōguru Burakku): voorzitter van de schaakclub op de Touto universiteit. Hij is gespecialiseerd in strategisch denken. Zijn juweel is een smaragd en staat voor Azië. Normaal werkt hij als conciërge in het Korakuen Stadion.
- Miki Momozono (桃園ミキ, Momozono Miki) / Goggle Pink (ゴーグルピンク, Gōguru Pinku): een turnster. Ze werkt als omroepster in het Kourakuen-stadion. Haar juweel is een diamant en staat voor de Maya beschaving en het Inca keizerrijk.

### Hulp
- Dr. Hideki Hongou (本郷秀樹博士, Hongō Hideki Hakase): oprichter van de FSL en de Goggle 5.
- Sayuri Yamamoto (山本さゆり, Yamamoto Sayuri): De assistent van Dr. Hongou. Zelfs nadat de dokter vertrekt blijft ze in een onderzoekscentrum.
- Midori Wakagi (若木みどり, Wakagi Midori): De tweede assistent van Dr. Hongou.
- Computer Boys & Girls (Comboy) (コンピューターボーイズ＆ガールズ (コンボイ), Konpyūtā Bōizu ando Gāruzu (Konboi)): Vijf kinderen die de Junior Goggle V vormen. Ieder van hen volgt een specifiek teamlid:
  - Tatsuya Ueda (植田達也, Ueda Tatsuya)
  - Makoto Takenaka (丈中 誠, Takenaka Makoto)
  - Haruo Shimada (島田春男, Shimada Haruo)
  - Daisuke Ooyama (大山大助, Ōyama Daisuke)
  - Akane Aizawa (愛騒あかね, Aizawa Akane)

### Deathdark
Dark Science Empire Deathdark (暗黒科学帝国デスダーク, Ankoku Kagaku Teikoku Desudāku) is de verzamelnaam van de duistere wetenschappers, verenigd door Fuehrer Taboo. Hun basis is het Dark Giant Castle Deathtopia (暗黒巨大城デストピア, Ankoku Kyodai Jō Desutopia), dat zich meestal onder water bevindt maar ook kan vliegen.
- Führer Taboo (総統タブー, Sōtō Tabū): de mysterieuze leider van Deathdark. Hij vertoont zich pas voor het eerst in de finale als een enorm eenogig monster. Hij is het “supergen”-product van genetische manipulatie. Hij is genadeloos en vergeeft niemand. Wordt uiteindelijk verslagen door de Goggle Robo.
- General Deathgiller (デスギラー将軍, Desugirā Shōgun) (1-49): een zwaardvechter en veldcommandant, gekleed in het zwart. Hij bestuurt de laatste van de Kong robots vlak voor zijn dood.
- Mazurka (マズルカ, Mazuruka) (1-48): de eerste vrouwelijke veldcommandant in een Sentai Serie. Ze bestuurde de een-na-laatste Kong Robot voor haar dood.
- Grand Marshall Deathmark (デスマルク大元帥, Desumaruku Dai Gensui) (15-50): Een farao-achtige commandant die weer tot leven werd gebracht door Taboo. Hij is de laatste van de Death Dark leden die vernietigd wordt voordat Fuehrer Taboo zich laat zien.
- Bella and Beth (べラ&べス, Bera to Besu): gezichtsloze krijgers gekleed in paars en blauw. Hebben ook een menselijke vorm.
- Doctor Zazoleeya (ザゾリヤ博士, Zazoriya Hakase) (1-15): Een Death Dark wetenschapper schorpioenvrouw. Ze bouwde de mecha van Death Dark en was een rivaal van Doctor Igerna.
- Doctor Iguana (イガアナ博士, Igaana Hakase) (1-15): Een Death Dark wetenschapper.
- Spotmen (マダラマン, Madaraman): androïden die dienstdoen als soldaten van Death Dark.
- Synthetic Beasts (Mozoos): de monsters van Death Dark. Ze zijn het resultaat van het mengen van dierengenen met metaalatomen.
- Giant robots (Kongs): enorme robots van Death Dark. Meestal zien ze er net zo uit als de Mozoos. Als een moozo bijna verslagen is, wordt zijn Kong gestuurd om het gevecht af te maken.
- Death Dark Five (45): kwaadaardige versies van de Goggle V.

## Mecha
- Goggle Caesar (ゴーグルシーザー, Gōguru Shīzā): het vliegende fort van de Goggle V dat de onderdelen van de Goggle Robo bevat. Werd bestuurd door Goggle Black en Goggle Pink om de Goggle Robo te steunen in een gevecht.
- Goggle Robo (ゴーグルロボ, Gōguru Robo): de robot van de Goggle V, opgebouwd uit drie machines. Gewapend met een zwaard. Zijn aanvallen zijn Electron Galaxy Cut (電子銀河切り, Denshi Ginga Kiri) en Electron Galaxy Missile (電子銀河ミサイル, Denshi Ginga Misairu)
  - Goggle Jet (ゴーグルジェット, Gōguru Jetto): Goggle Reds mecha. Vormt Goggle Robo’s hoofd en torso.
  - Goggle Tank (ゴーグルタンク, Gōguru Tanku): Goggle Blues mecha. Vormt Goggle Robo’s armen en rug.
  - Goggle Dump (ゴーグルダンプ, Gōguru Danpu): Goggle Yellows mecha. Vormt Goggle Robo’s benen.

## Afleveringen
1. The Invasion of Dark Science (暗黒科学の来襲 Ankoku Kagaku no Raishū)
2. Rise up! Warriors of the Future (起て! 未来の戦士 Tate! Mirai no Senshi)
3. Attack Deathtopia (デストピアを撃て Desutopia o Ute)
4. Swelling Dark Land Mines (ムクムク暗黒地雷 Mukumuku Ankoku Jirai)
5. The Devil is Lurking Legend (悪魔がひそむ昔話 Akuma ga Hisomu Mukashibanashi)
6. The Love of a Villainous Wrestler (悪役レスラーの愛 Akuyaku Resurā no Ai)
7. Papa is Turned into a Ghost (幽霊になったパパ Yūrei ni Natta Papa)
8. Aiming at a Beautiful Professor (狙われた美人博士 Nerawareta Bijin Hakase)
9. The Mushroom Village of Hell (地獄のキノコ村 Jigoku no Kinoko Mura)
10. The Secret of a Rare Pomato (珍種ポマトの秘密 Chinshu Pomato no Himitsu)
11. The Terrifying Magma Strategy (恐怖のマグマ作戦 Kyōfu no Maguma Sakusen)
12. The Sandy Hell Coming From Falsehood (嘘から出た砂地獄 Uso Kara Deta Suna Jigoku)
13. The Great Riot of the Underground Catfish (大暴れ地底ナマズ Dai Abare Chitei Namazu)
14. It's Serious! The Earth is Sinking (大変だ! 地球沈没 Taihen Da! Chikyū Chinbotsu)
15. The Revived Demonic Commander-in-Chief (甦る悪魔の大元帥 Yomigaeru Akuma no Daigensui)
16. Red! Close Call (レッド! 危機一髪 Reddo! Kikiippatsu)
17. The Tears of the Kappa Boy (カッパ少年の涙 Kappa Shōnen no Namida)
18. The Day the Adults Disappeared (大人が消える日 Otona ga Kieru Hi)
19. The Secret of the Haunted House (お化け屋敷の秘密 Obakeyashiki no Himitsu)
20. The Toxic Flower Cactus of Death (死の花毒サボテン Shi no Hana Doku Saboten)
21. Fear! The Fish are Fossilizing (恐怖!魚が化石に Kyōfu! Sakana ga Kaseki ni)
22. Attack of the Cursed Puppets! (呪い人形の攻撃! Noroi Ningyō no Kōgeki!)
23. The Great Soap Bubble Plan (シャボン玉大作戦 Shabondama Dai Sakusen)
24. Defeat the Unseen Enemy (見えない敵を倒せ Mienai Teki o Taose)
25. The Dinosaur is the Messenger of the Devil (恐竜は悪魔の使者 Kyōryū wa Akuma no Shisha)
26. Black! Great Reversal (ブラック! 大逆転 Burakku! Dai Gyakuten)
27. The Human Jungle! (人間ジャングル! Ningen Janguru)
28. The Revived Dead Mozoos (甦った亡霊モズー Yomigaetta Bōrei Mozū)
29. Fear of Sleeping Quarters (眠りの街の恐怖 Nemuri no Gai no Kyōfu)
30. The Golden Demon Sword of Inawashiro (猪苗代の黄金魔剣 Inawashiro no Ōgon Ma Ken)
31. Blue! Great Assault! (ブルー! 大突撃! Burū! Dai Totsugeki!)
32. Startling Boneless Humans (ドキッ骨ぬき人間 Dokihhone-nuki Ningen)
33. Great Explosion of Caesar?! (シーザー大爆破?! Shīzā Dai Bakuha?!)
34. It Came Forth! Golden Finishing Move (出た! 黄金必殺技 Deta! Ōgon Hissatsu-waza)
35. Attack of the Iron-Eating Humans (鉄喰い人間の襲撃 Tetsu-kui Ningen no Shūgeki)
36. Shoot-Out! 0.3 Seconds! (決闘! 0・3秒! Kettō! 0.3byō!)
37. Attack the Mysterious Bomber (謎の爆撃機を撃て Nazo no Bakugekiki o Ute)
38. The Attack of Friendship! (友情のアタック! Yūjō no Atakku!)
39. The Devil's Cannibal Album (悪魔の人食い絵本 Akuma no Hitokui Ehon)
40. The Secret Base is in Danger (秘密基地が危ない Himitsu Kichi ga Abunai)
41. The Great Adventure of a Transformed Papa (変身パパの大冒険 Henshin Papa no Daibōken)
42. Assassination! The Snare of the Scorpion (暗殺! サソリの罠 Ansatsu! Sasori no Wana)
43. Fight to the Death! The Oval Struggle (死闘! 小判争奪戦 Shitō! Koban Sōdatsusen)
44. Oh! The Food is in the Sand (あ! 食べ物が砂に A! Tabemono ga Suna ni)
45. Two Blacks! (二人のブラック! Futari no Burakku!)
46. Super Energy Arrival (超エネルギー出現 Chō Enerugī Shutsugen)
47. This is the Ultimate Weapon (これが最終兵器だ Kore ga Saishū Heiki Da)
48. The Last Day of the Secret Base (秘密基地最後の日 Himitsu Kichi Saigo no Hi)
49. Shogun! The Final Challenge (将軍! 最後の挑戦 Shōgun! Saigo no Chōsen)
50. Proceed! To the Shining Future (進め! 輝く未来へ Susume! Kagayaku Mirai e)

### Specials
Dai Sentai Goggle V

## Trivia
- Dit was de eerste Sentai Serie met Hirohisa Soda als hoofdschrijver. Hij bleef schrijver voor de Sentai Series tot Fiveman en volgens fans is het aan hem te danken dat Sentai verhaallijnen ook veel volwassenen aanspreken.
- Goggle V was in 2006 nog altijd de best bekeken Sentai serie in Japan. Toch vonden veel fans dit niet de beste serie.